# Coppa Acerbo 1939
Il Coppa Acerbo 1939 è stata una corsa automobilistica di velocità in circuito per voiturette.

## Gara

### Griglia di partenza
Posizionamento dei piloti alla partenza della gara.
| Prima fila   | 2 Pos.                     |                             | 1 Pos.                        |
| ------------ | -------------------------- | --------------------------- | ----------------------------- |
|              | Gigi Villoresi Maserati    |                             | Nino Farina Alfa Romeo        |
| Seconda fila |                            | 3 Pos.                      |                               |
|              |                            | Franco Cortese Maserati     |                               |
| Terza fila   | 5 Pos.                     |                             | 4 Pos.                        |
|              | Carlo Pintacuda Alfa Romeo |                             | Clemente Biondetti Alfa Romeo |
| Quarta fila  |                            | 6 Pos.                      |                               |
|              |                            | Francesco Severi Alfa Romeo |                               |
| Quinta fila  | 8 Pos.                     |                             | 7 Pos.                        |
|              | Allen Pollock ERA          |                             | Giovanni Rocco Maserati       |
| Sesta fila   |                            | 9 Pos.                      |                               |
|              |                            | Guido Barbieri Maserati     |                               |
| Settima fila | 11 Pos.                    |                             | 10 Pos.                       |
|              | Catullo Lami Maserati      |                             | Edoardo Teagno Maserati       |

### Risultati
Risultati finali della gara.
| Pos | Nr | Pilota             | Scuderia                  | Vettura        | Giri | Tempo/Ritiro |
| --- | -- | ------------------ | ------------------------- | -------------- | ---- | ------------ |
| 1   | 44 | Clemente Biondetti | Alfa Corse                | Alfa Romeo 158 | 14   | 2h41'38"10   |
| 2   | 38 | Carlo Pintacuda    | Alfa Corse                | Alfa Romeo 158 | 14   | 2h43'37"13   |
| 3   | 32 | Nino Farina        | Alfa Corse                | Alfa Romeo 158 | 14   | 2h43'56"26   |
| 4   | 46 | Francesco Severi   | Alfa Corse                | Alfa Romeo 158 | 14   | 2h48'16"44   |
| Rit | 26 | Gigi Villoresi     | Officine Alfieri Maserati | Maserati 4CL   | 13   |              |
| Rit | 34 | Franco Cortese     | Officine Alfieri Maserati | Maserati 4CL   | 13   |              |
| 5   | 40 | Allen Pollock      | Privato                   | ERA A          | 13   | 2h50'13"38   |
| Rit | 28 | Giovanni Rocco     | Officine Alfieri Maserati | Maserati 4CL   | 1    |              |
| Rit | 4  | Edoardo Teagno     | Scuderia Torino           | Maserati 6CM   | 1    |              |
| Rit | 22 | Guido Barbieri     | Privato                   | Maserati 6CM   | 1    |              |
| Rit | 18 | Catullo Lami       | Privato                   | Maserati 6CM   | 0    |              |

Note
Giro veloce:   Nino Farina (11'06"81).

## Altre gare

### Coppa Acerbo junior
La Coppa Acerbo junior 1939 è stata una corsa automobilistica di velocità in circuito per voiturette; disputata il 13 agosto 1939, prima della Coppa Acerbo sul medesimo Circuito di Pescara da ripetere solo quattro volte. Partirono 12 piloti di cui 5 conclusero la corsa; i primi tre classificati si qualificarono per la Coppa Acerbo. Risultati completi della gara.
| Pos | Nr | Pilota              | Scuderia            | Vettura      | Giri | Tempo/Ritiro |
| --- | -- | ------------------- | ------------------- | ------------ | ---- | ------------ |
| 1   | 22 | Guido Barbieri      | Privato             | Maserati 6CM | 4    | 50'57"98     |
| 2   | 4  | Edoardo Teagno      | Scuderia Torino     | Maserati 6CM | 4    | 53'34"70     |
| 3   | 18 | Catullo Lami        | Privato             | Maserati 6CM | 4    | 54'49"55     |
| 4   | 10 | Luigi Platé         | Privato             | Talbot 700   | 4    | 1h00'27"00   |
| 5   | 16 | Secondo Corsi       | Privato             | Maserati 6CM | 4    | 1h03'33"49   |
| Rit | 14 | Carlo Bonomi        | Scuderia Torino     | Maserati 6CM |      |              |
| Rit | 6  | Dioscoride Lanza    | Scuderia Torino     | Maserati 6CM |      |              |
| Rit | 24 | Enrico Platé        | Privato             | Maserati 6CM |      |              |
| Rit | 12 | Arialdo Ruggeri     | Scuderia Ambrosiana | Maserati 6CM |      |              |
| Rit | 8  | Andrea Brezzi       | Scuderia Torino     | Maserati 6CM |      |              |
| Rit | 20 | Gualtiero Garagnani | Scuderia Ambrosiana | Maserati 6CM |      |              |
| Rit | 2  | Gianfranco Comotti  | Scuderia Torino     | Maserati 6CM |      |              |

Note
Giro veloce:  Guido Barbieri (12'39"65).

### Targa Abruzzi
La Targa Abruzzi 1939 è stata una corsa automobilistica di velocità in circuito per vetture di categoria Sport della durata di otto ore, disputata il 15 agosto 1938, due giorni dopo la Coppa Acerbo e sul medesimo Circuito di Pescara; di 46 partiti, 20 equipaggi conclusero la corsa. Risultati parziali della gara.
| Pos | Nr | Pilota                                | Scuderia | Vettura    | Distanza | Tempo/Ritiro |
| --- | -- | ------------------------------------- | -------- | ---------- | -------- | ------------ |
| 1   |    | Ferdinando Righetti / Lotario Rangoni |          | Alfa Romeo | 939,439  |              |
| 2   |    | Carlo Pintacuda / Francesco Severi    |          | Alfa Romeo | 925,191  |              |
| 3   |    | Sesto Leonardi / Guglielmo Dei        |          | Alfa Romeo | 886,187  |              |

Note
Giro veloce:   Carlo Pintacuda /  Francesco Severi (12'36"2).